# Ferejdun Behnampur
Marhum Ferejdun Behnampur (pers. مرحوم فریدون بهنام پور) – irański zapaśnik w stylu klasycznym. Zajął szesnaste miejsce na mistrzostwach świata w 1983. Brąz w igrzyskach azjatyckich w 1986. Złoto na mistrzostwach Azji w 1983 roku.